# ピーター男爵
ピーター男爵（英語: Baron Petre）はイングランド貴族の男爵位。
ジョン・ピーターが1603年に叙されたのに始まる。

## 歴史
テューダー朝の廷臣ウィリアム・ピーター(1505頃-1572)の息子でエセックス州のハイ・シェリフや庶民院議員などを務めたジョン・ピーター(1549–1613)は、1603年7月21日の勅許状によりエセックス州におけるライトルのピーター男爵(Baron Petre, of Writtle in the County of Essex)に叙せられた。以降ピーター男爵位はその男系男子によって現在まで継承され続けている。
ピーター家は熱心なカトリックの一族であり、4代男爵ウィリアム・ピーター(1626–1684)はカトリック陰謀事件で1678年に逮捕されロンドン塔で獄死している。9代男爵ロバート・ピーター(1742–1801)はカトリック解放運動に尽力した。また彼は1772年から1777年にかけてフリーメイソンのイングランド・首位グランドロッジの最高指導者グランドマスターを務めたことでも知られる。11代男爵ウィリアム・ピーター(1793–1850)の代の1829年にカトリック解放法が可決されたことにより貴族院に議席をもてるようになった。13代男爵ウィリアム・ピーター(1847–1893)もカトリック教育の普及に尽力した。
2016年現在の当主は18代男爵ジョン・ピーター(1942-)である。

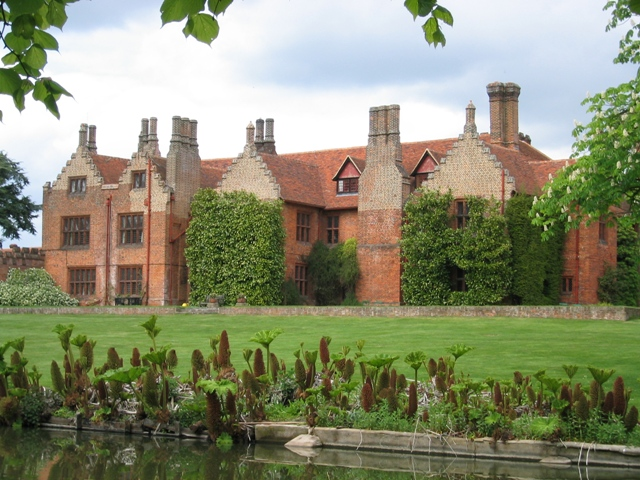
ピーター男爵家邸宅インゲートストーン・ホール

邸宅はエセックス州のインゲートストーン・ホールとエセックス州のチェルムスフォードのライトル・パーク(Writtle Park)である。
家訓は「神無くしては何もない（Sans Dieu Rien）」。

## ピーター男爵 (1603年)
- 初代ピーター男爵ジョン・ピーター（英語版） (1549–1613)
- 2代ピーター男爵ウィリアム・ピーター (1575–1637)
- 3代ピーター男爵ロバート・ピーター（英語版） (1599–1638)
- 4代ピーター男爵ウィリアム・ピーター (1626–1684)
- 5代ピーター男爵ジョン・ピーター (1629–1684)
- 6代ピーター男爵トマス・ピーター（英語版） (1633–1706)
- 7代ピーター男爵ロバート・ピーター（英語版） (1689–1713)
- 8代ピーター男爵ロバート・ジェイムズ・ピーター (1713–1742)
- 9代ピーター男爵ロバート・エドワード・ピーター (1742–1801)
- 10代ピーター男爵ロバート・エドワード・ピーター (1763–1809)
- 11代ピーター男爵ウィリアム・ヘンリー・フランシス・ピーター (1793–1850)
- 12代ピーター男爵ウィリアム・バーナード・ピーター (1817–1884)
- 13代ピーター男爵ウィリアム・ジョセフ・ピーター (1847–1893)
- 14代ピーター男爵バーナード・ヘンリー・フィリップ・ピーター (1858–1908)
- 15代ピーター男爵フィリップ・ベネディクト・ジョセフ・ピーター (1864–1908)
- 16代ピーター男爵ライオネル・ジョージ・キャロル・ピーター（英語版） (1890–1915)
- 17代ピーター男爵ジョゼフ・ウィリアム・ライオネル・ピーター（英語版） (1914–1989)
- 18代ピーター男爵ジョン・パトリック・ライオネル・ピーター（英語版） (1942-)
  - 法定推定相続人は現当主の長男ドミニク・ウィリアム・ピーター (1966-)